# Novi (Pávlovskaya, Krasnodar)
Novi (del ruso: Новый) es un jútor del raión de Pávlovskaya del krai de Krasnodar, en Rusia. Está situado a orillas del río Sosyka, afluente del Yeya, 10 km al este de Pávlovskaya y 137 km al nordeste de Krasnodar, la capital del krai. Tenía 263 habitantes en 2010.
Pertenece al municipio Pávlovskoye.

## Transporte
Al oeste de la localidad se halla el cruce entre las autopistas M4 Don y M29 Cáucaso.